# 博戈罗茨克机场
博戈罗茨克机场是一个位于俄罗斯哈巴罗夫斯克边疆区博戈罗茨克的小型机场。共有两家航空公司（奥罗拉航空和伯力航空）在博戈罗茨克机场有定期航班，可前往三座城市（诺格利基、南萨哈林斯克和伯力）。机场仅有一条跑道，材料未知，长度约1050米。

## 航空公司和目的地
奥罗拉航空每周通航一次极光飞行航班，机型为庞巴迪Dash 8，经停诺格利基，飞往南萨哈林斯克。伯力航空在每年秋季和冬季，每周通航一次飞往伯力的航班。
| 航空公司   | 目的地                 |
| ---------- | ---------------------- |
| 奥罗拉航空 | 诺格利基、南萨哈林斯克 |
| 伯力航空   | 秋季、冬季：伯力       |